# Ондрейовце
Ондрейовце (словац. Ondrejovce) — село, громада округу Левіце, Нітранський край. Кадастрова площа громади — 19.61 км².
Населення 467 осіб (станом на 31 грудня 2018 року).

## Історія
Ондрейовце згадується 1260 року.

## Населення
| Рік:            | 1994. | 2004.   | 2014.   | 2024.   |
| --------------- | ----- | ------- | ------- | ------- |
| Кількість осіб: | 457   | 465     | 467     | 425     |
| Різниця:        |       | +1,75 % | +0,43 % | -8,99 % |

| Рік:            | 2023. | 2024.   |
| --------------- | ----- | ------- |
| Кількість осіб: | 445   | 425     |
| Різниця:        |       | -4,49 % |